# Hornblättrige Armleuchteralge
Die mehr oder weniger variable, diözische Hornblättrige Armleuchteralge (Chara tomentosa), auch Geweih-Armleuchteralge genannt, ist eine selten gewordene Armleuchteralge aus der Familie der Characeae. Die Alge ist ausdauernd. Sie überwintert mit ihren grünen Sprossen im Tiefwasser. Fruchtende Pflanzen sind äußerst selten anzutreffen.

## Vorkommen

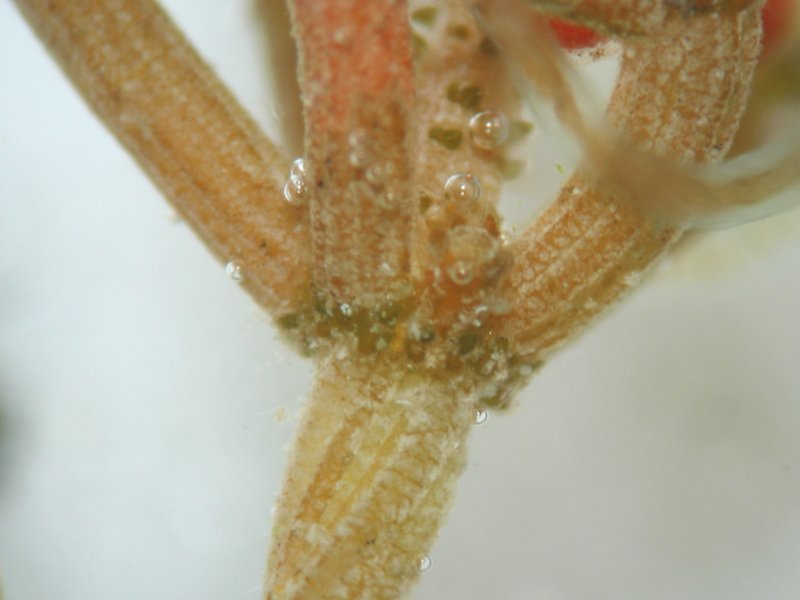
Astquirl

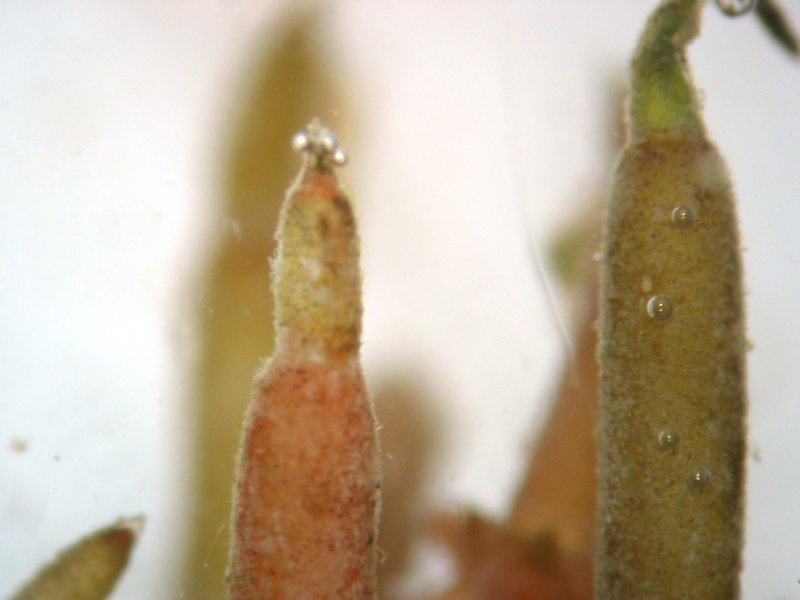
Astspitze

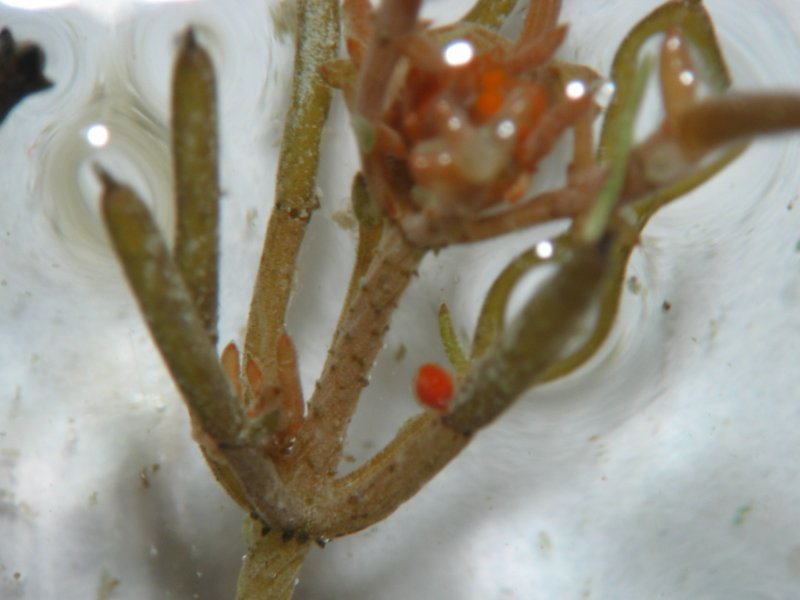
Spross

Die Hornblättrige Armleuchteralge kommt in mesotrophen Klarwasserseen bis zu einer Tiefe von 6 m vor. Im Flachwasser ist sie selten bei 0,5 m anzutreffen. Vereinzelt wurden noch Pflanzen in 30 m Tiefe beobachtet. Sie ist in Seen rund um das Ostsee-Gebiet verbreitet. Sie kommt also von Schleswig-Holstein, über Mecklenburg-Vorpommern bis nach West-Russland vor. Weitere Bestände gibt es im südlichen Schweden und Dänemark. Ein sehr kleiner Bestand wurde in Irland entdeckt. Sonst kommt die Alge im Alpen-Gebiet z. B. im Traunsee vor. Ehemalige Bestände im Bodensee wurden wohl vom Menschen für die Kompostgewinnung vernichtet.  In den südlichen Regionen von Europa ist sie dagegen sehr selten. Ihr südlichstes Vorkommen ist in Saudi-Arabien und ihr östlichstes in der Mongolei. Derzeit gehen die Bestände stark zurück. In vielen vom Menschen stark genutzten Seen ist die Alge nicht mehr zu finden. Nur in unberührten, geschützten Seen kommen derzeit noch relativ stabile Bestände vor.

## Erkennungsmerkmale
Die Hornblättrige Armleuchteralge ist oft stark entwickelt, mit Kalk inkrustiert und erscheint starr und knorrig. Besonders auffällig ist, dass die jungen Sprosse rötlich gefärbt sind. Die Art ist ausdauernd; daher befinden sich unter dem Neutrieb nicht selten lange Sprosse der Vorjahre. Im Flachwasser erscheint die Alge gedrungen. Im Tiefwasser wächst sie dagegen lang gestreckt. Ihre Sprosse sind im Durchmesser etwa 0,5 bis 2 mm breit. Die Internodien werden 3 cm bis 12 cm lang, drei bis vier davon sind meist berindet. Die bis 8 cm langen Äste stehen zu 6 oder 7 im Quirl. Bei den männlichen Vertretern sind diese zum Spross hin gekrümmt, bei den weiblichen Pflanzen dagegen ausgebreitet. So kann das Geschlecht der diözischen Art auch ohne Antheridien und Gametangien ermittelt werden. Die Rinde ist diplostich, seltener triplostich, dann jedoch meist unregelmäßig. Die bis 2 mm langen Stacheln befinden sich auf den hervortretenden Rindenreihen (sind also tylacanth). Sie können einzeln vorkommen oder stehen zu 2 oder 3 zusammen. An jedem Ast gibt es zudem 2 bis 3 Endzellen, die nicht berindet sind. Die untere Endzelle ist häufig dicklich aufgeblasen. Die Stipularen ähneln den Stacheln. Unregelmäßig sind davon zwei Paare unter jedem Ast verteilt. Die bis zu 2 mm langen Blättchen stehen zu 5 oder 6  am Ast und sind nach allen Seiten abstehend und oft zugespitzt.
Die sehr großen Antheridien sind rötlich gefärbt und werden bis zu 1,2 mm im Durchmesser groß. Die weiblichen Pflanzen bilden 1 bis 3 Gametangien im Sommer bis Herbst aus. Sie befinden sich stets an den berindeten Astgliedern. Das Oogon ist etwa 1 mm lang und 0,75 mm breit. Es weist 15 bis 18 Windungen auf und ihr Krönchen ist etwa 0,2 mm breit und 0,4 mm hoch. Die gelblich braune, nur selten dunkelbraun gefärbte, länglich ellipsoid geformte Oospore wird meist 1 mm lang und 0,65 mm breit. Sie besitzt 14 bis 16 Rippen und weist im Reifezustand eine durchscheinende, dünne Kalkhülle auf.